# Антонин
Антони́н — мужское русское личное имя латинского происхождения; образовано от прилагательного лат. Antoninus («Антониев», «принадлежащий Антонию»). Последнее восходит к древнеримскому родовому имени Antonius (см. Антонии); происхождение которого неизвестно и соотносится, по одной из версий, с этрусским языком. Другая версия связывает Antonius с заимствованием из древнегреческого: возможно, оно происходит от др.-греч. αντεω, ανταω («состязаться», «вступать в бой») — одного из эпитетов Диониса. В русском языке известно и другое близкородственное мужское имя, образованное от того же латинского корня — Антон; женское парное имя — Антонина.

## Именины
Православные именины (даты приводятся по григорианскому календарю):
- 8 марта, 2 мая, 20 июня, 14 августа, 17 августа, 6 октября, 4 ноября, 20 ноября, 26 ноября